# Rocío Dúrcal
Rocío Dúrcal, pseudonimo di María de los Ángeles de las Herás Ortíz (Madrid, 4 ottobre 1944 – Torrelodones, 25 marzo 2006), è stata una cantante e chitarrista spagnola.
Nel corso di oltre mezzo secolo di attività sperimentò vari generi musicali, ma fu con la ranchera che riscosse il maggior successo, al punto da essere nota come la reina de las rancheras (la regina delle rancheras). Spagnola di nascita ma legatissima al Messico, Paese al quale legò gran parte della sua carriera, fu soprannominata la española más mexicana (la spagnola più messicana).